# Marienkirchstraße 41 (Mönchengladbach)

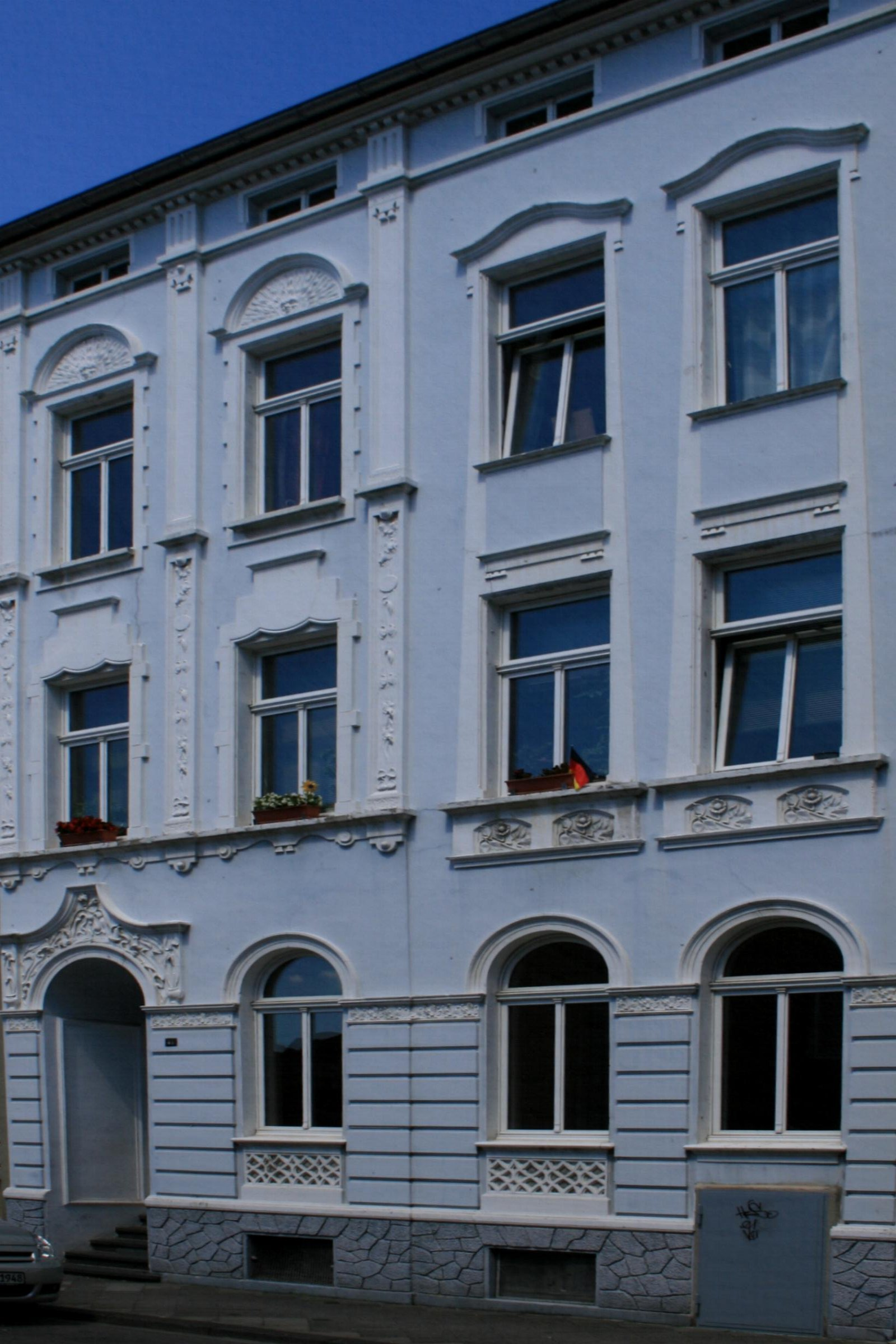
Wohnhaus (2010)

Das Wohnhaus Marienkirchstraße 41 befindet sich in Mönchengladbach (Nordrhein-Westfalen).
Das Gebäude wurde um die Jahrhundertwende erbaut. Es wurde unter Nr. M 003 am 4. Dezember 1984 in die Denkmalliste der Stadt Mönchengladbach eingetragen.

## Architektur
Die Wohnhaus Marienkirchstraße 41 liegt im Stadtteil Eicken innerhalb einer geschlossenen Baugruppe zwischen Martin- und Alleestraße. Bei dem Objekt handelt es sich um ein dreigeschossiges Vier-Fenster-Haus mit Mezzaningeschoss im Satteldachbereich. Baujahr Anfang des 20. Jahrhunderts.